# Pijavičino
Pijavičino falu Horvátországban, Dubrovnik-Neretva megyében. Közigazgatásilag Orebićhez tartozik.

## Fekvése
Makarskától légvonalban 48 km-re délkeletre, Dubrovnik városától légvonalban 67, közúton 92 km-re északnyugatra, községközpontjától légvonalban 16, közúton 18 km-re keletre, a Pelješac-félsziget közép-nyugati részén, Potomje és Janjina között fekszik.

## Története
Az itt élő első ismert nép az illírek voltak, akik az i. e. 2. évezredben jelennek meg. A magaslatokon épített erődített településeken éltek. Településeik maradványai megtalálhatók a Pelješac-félsziget több pontján, így a Pijavičino határában található Gradacon is. Az illírek halottaikat kőből rakott halomsírokba temették, melyek általában szintén magaslatokon épültek. Három ilyen halomsír található a település határában is. Az illírek i. e. 30-ig uralták a térséget, amikor Octavianus hadai végső győzelmet arattak felettük.
A település a középkor óta folyamatosan lakott volt,  14. századtól a 18. század végéig a Raguzai Köztársasághoz tartozott. Egyházilag a pelješaci plébánia része lett, mely akkoriban a félsziget legnagyobb területű plébániája volt. Területe Trsteniktől Trpanjon át Orebićig húzódott. A 16. – 17. században több nemesi nyaraló és udvarház épült a településen a magasabban fekvő helyeken, melyekből egyedül az 1625-ben épített Zlatarić-torony maradt fenn. A tornyon ma is olvasható az építtető Cvijeto Zlatarić által oda helyezett felirat: „Emelte magának és utódainak a zöld ligetek iránti szeretetből.” 1806-ban a Raguzai Köztársaságot legyőző franciák uralma alá került, de Napóleon bukása után 1815-ben a berlini kongresszus a Habsburgoknak ítélte. 1857-ben 354, 1910-ben 328 lakosa volt. 1918-ban az új szerb-horvát-szlovén állam, majd később Jugoszlávia része lett. 2011-ben a településnek 113 lakosa volt.

## Népesség

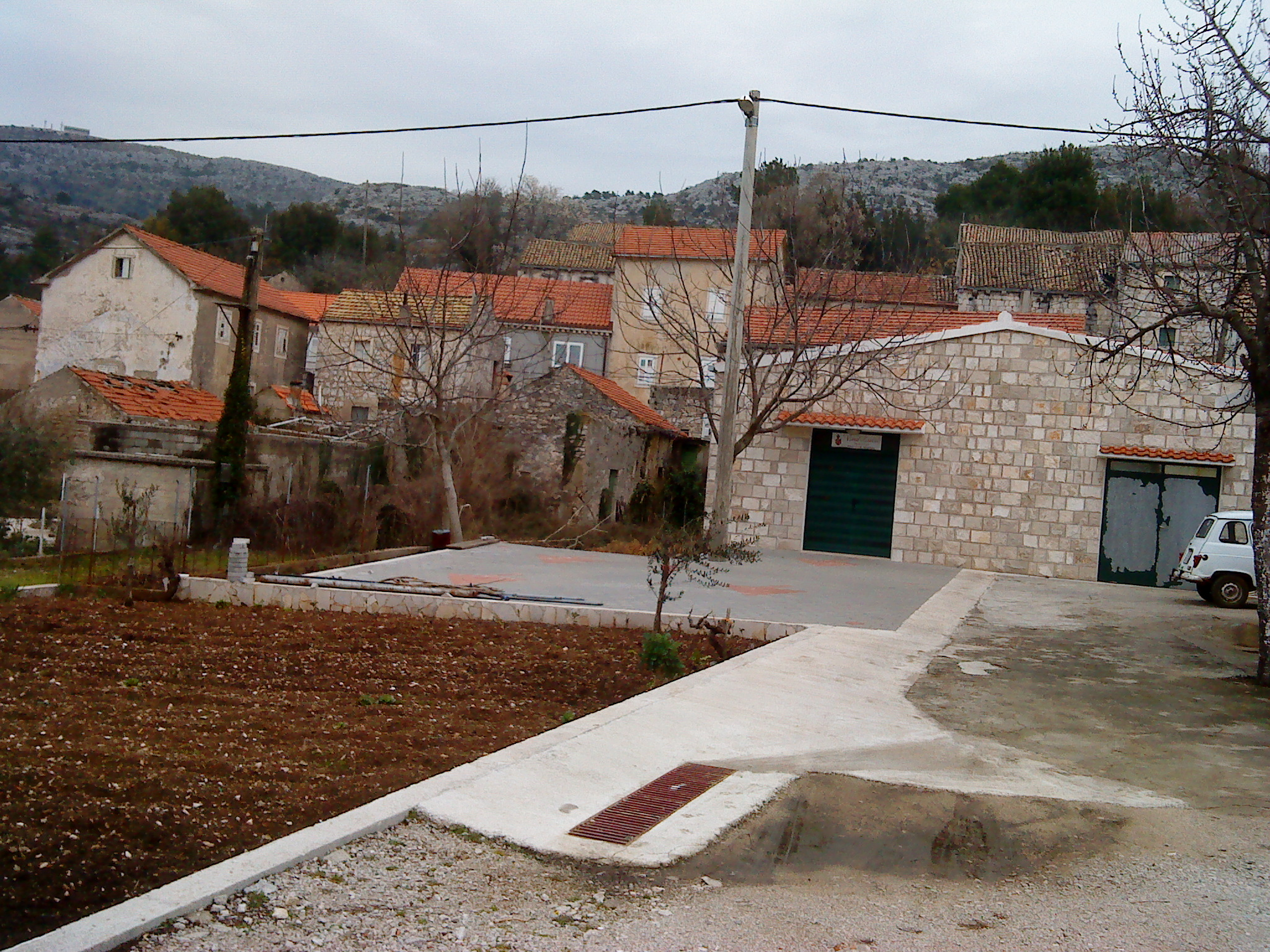
Pijavičino belterületének részlete

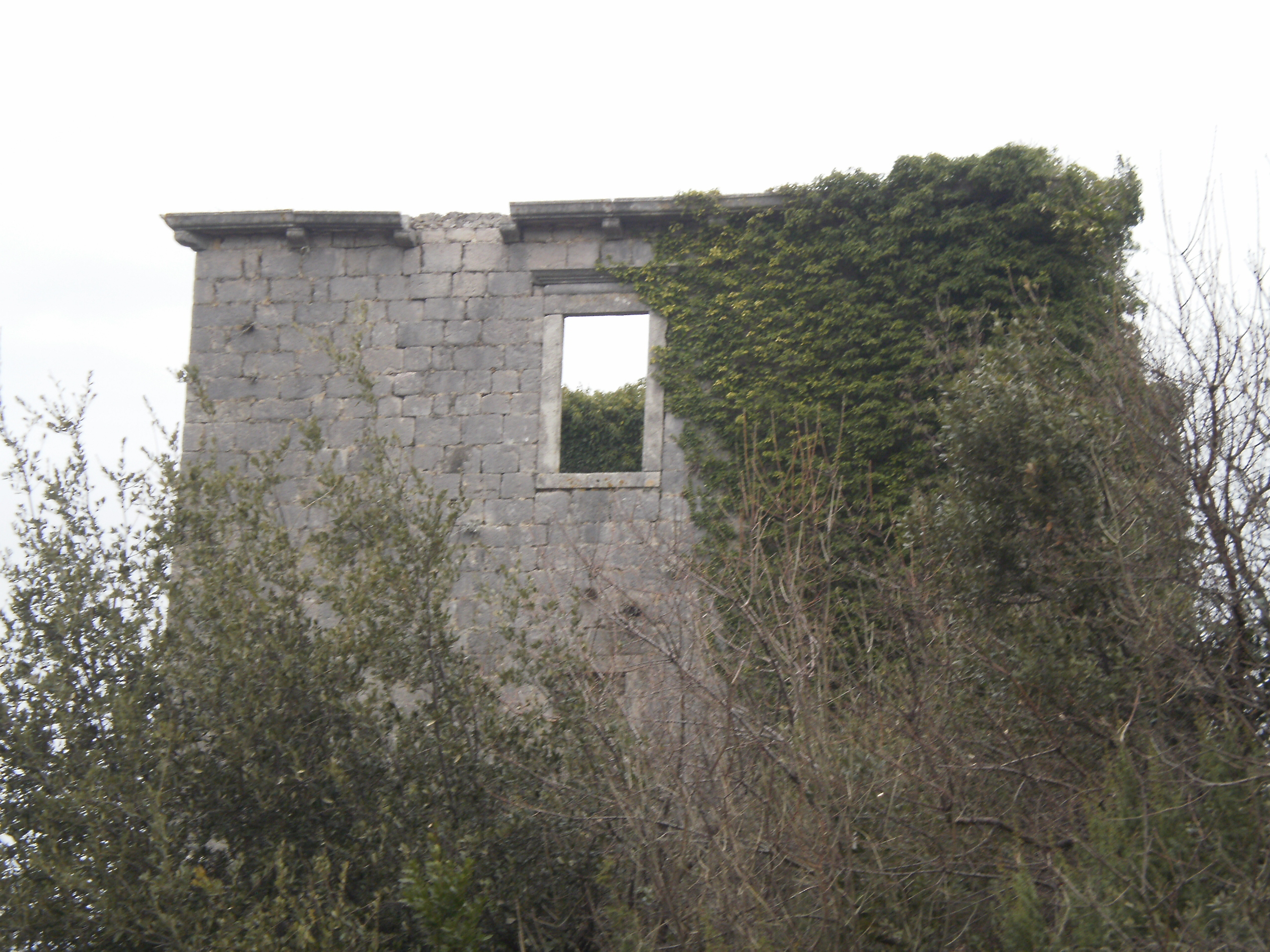
A Zlatarić-torony romjai

| Lakosság változása | Lakosság változása | Lakosság változása | Lakosság változása | Lakosság változása | Lakosság változása | Lakosság változása | Lakosság változása | Lakosság változása | Lakosság változása | Lakosság változása | Lakosság változása | Lakosság változása | Lakosság változása | Lakosság változása | Lakosság változása |
| ------------------ | ------------------ | ------------------ | ------------------ | ------------------ | ------------------ | ------------------ | ------------------ | ------------------ | ------------------ | ------------------ | ------------------ | ------------------ | ------------------ | ------------------ | ------------------ |
| 1857               | 1869               | 1880               | 1890               | 1900               | 1910               | 1921               | 1931               | 1948               | 1953               | 1961               | 1971               | 1981               | 1991               | 2001               | 2011               |
| 354                | 336                | 349                | 368                | 384                | 328                | 205                | 290                | 188                | 187                | 213                | 233                | 226                | 166                | 143                | 113                |

## Nevezetességei
- Szent Mátyás apostol tiszteletére szentelt temploma a 17. században épült. Körülötte található a település temetője.
- Szintén a 17. században építették a Kármelhegyi boldogasszony és a hegyen álló Szent Anna kápolnát, ma mindkettő használaton kívül áll.
- A Zlatarić-tornyot[4] 1625-ben építtette a település egyik nemese Cvijeto Zlatarić. Az épületnek ma is tekintélyes maradványai állnak, bár megmaradt falait nagyrészt már benőtte a növényzet. A torony meghatározó helyen áll, ahonnan nyugatra széles kilátás nyílik a borvidékre, melynek szélén Pijavicino és Potomje települések találhatók. A torony kétszintes, négyzet alaprajzú épület. A bejárati homlokzat északi tájolású. A földszinti rész az elválasztó párkányra ferdén épült. A földszint keleti oldalára külső lépcső került, mára ez részben leomlott. Az első emeleti bejárathoz lépcső vezetett. Itt egy egyszerű formájú téglalap alakú ajtó volt, amely felett a második emelet zónájában egy konzolos masikula nyílása található. A homlokzat középső tengelyében az emeletet egy kis vízszintesen elhelyezett, téglalap alakú ablak, a második emeletet pedig egy magas téglalap alakú ablak tagolja. A nyugati homlokzaton az első és a második emelet ablakai között a Zlatarić család domborműves címere került elhelyezésre, amely alatt 1625-ből származó felirat található. A homlokzat a konzolokra helyezett felső koszorúval zárul. Ma a toronynak nincs magasföldszintje és nincs tetőzete.

## Gazdaság
Kedvező fekvése és éghajlata miatt Pijavičino az egyik termőhelye a legjobb minőségű horvát vörösboroknak (Dingač, Postup, Plavac). A lakosság legnagyobb része szőlőtermesztéssel, a minőségi borok előállításával foglalkozik. A lakosság kisebb része mezőgazdasággal és turizmussal foglalkozik.